# 弓削新右衛門
弓削 新右衛門（ゆげ しんえもん、 生年不明 - 文政12年3月14日〈1829年4月17日〉）は、江戸幕府の幕臣、大坂西町奉行所の与力。大坂東町奉行所の与力・大塩平八郎の「三大功績」の1つ「奸吏糾弾事件」で追及を受け、自害した。『大塩平八郎伝』によると、一説に大塩平八郎の叔父ともいわれる。
文化10年（1813年）時点で地方役を、晩年の文政12年時点では西町奉行・内藤矩佳の配下として諸御用調掛支配・地方唐物取締定役を兼役していた。

## 人物
新右衛門は、「猿」使いの名手として知られていた。ここで言う「猿」は、江戸の岡っ引に該当する者で、市井に通じていたため情報収集や犯人逮捕、事件の防止に協力していたが、権威を笠に着て陰で悪事を働く者も多かった。彼ら「猿」を多く使うことで、新右衛門は西町奉行所筆頭格の古参与力として力を持ち、奉行の内藤の信任を得ていた。
『浮世の有様』の「文政十二年大塩の功業」には、弓削が賄賂を取り、権勢を振るって民を苦しめ、冤罪によって入牢中に無念を死を遂げた者や、遠島・追放された者が多いと語られている。

## 密偵
新右衛門が使っていた猿には、大坂四ヶ所の長吏の小頭や、町人だった。手先を務めたのは下記の者たちとされているが、「八百新」が「八百屋新兵衛」「八百屋新蔵」と記されているなど、史料によって異同がある。
- 八百新こと、新町妓楼の八百屋新兵衛（新蔵）
- 土佐堀の葉村屋喜八
- 鳶田（飛田）の勘五郎、清八、久右衛門
- 天王寺の安兵衛
- 天満（道頓堀）の吉五郎、作兵衛、清五郎
- 千日前の吉五郎

彼らは賄賂次第で罪のある者を見逃し、咎の無い者を罪に落として金品を強奪するなど、悪事を働いて市民からは嫌われていた。さらに八百屋新兵衛は、自分の娘を差し出して新右衛門の妾としていた。道頓堀の吉五郎は、長吏配下の組頭だったが、文政11年（1828年）暮に奉行所の命で長吏別格に任じられている。
巷説によれば、富豪の家や寺に四ヶ所の者が強盗に入って家族を殺害して、強奪した金品を新右衛門に贈り、新右衛門は事件を隠蔽した挙句に同様のことをそそのかしたともいわれる。
八百屋新蔵については、大塩平八郎の『辞職詩幷序』によれば、京都所司代松平乗寛と大坂城代松平宗発が、新蔵と弓削に町人相手の無尽を催させたとある。また、新右衛門が猿たちと密議をこらす場所は八百新が営む妓楼の一部屋で、そこは鼈甲の格子をはめるなどの贅をつくしていたという。
大塩平八郎が盗賊役に就任したのは文政10年（1827年）から同13年（1830年）正月ごろまでだったが、その間に起きた事件を追ううちに喜八や八百新の名前が出てきても、西町奉行所の月番になると手がかりが消えたという。

## 奸吏糾弾事件
文政12年3月、大塩は上司である東町奉行・高井実徳から弓削新右衛門らの捜査を命じられる。大塩は、その捜査によって身に危険がおよぶと考え、妾・ゆうと縁を切り、ゆうは自ら薙髪した。
大塩が葉村屋喜八と八百屋新兵衛の家を捜索すると、大小の刀、槍、弓矢などの武具、馬具を貯え、贅を尽くした茶器・衣服・家具が見つかった。2人を吟味して、収賄や恐喝だけでなく、強盗の手引き、奉行所情報の漏洩、下手人の逃走補助などの悪事と、それに伴う金品の授受が発覚した。
文政12年3月13日、西町奉行・内藤矩佳が離任して江戸に発つ折に、伏見まで見送った新右衛門は、帰宅したその夜に出頭を命じる書類を受け取る。翌日に出頭しようとしたところに親類一同が集まり、「八百屋新蔵や葉村屋喜八が逮捕されたことで、その罪は逃れがたい。ひいては家名断絶を防ぐため」という理由で自裁を迫られ、ついに切腹に追い込まれた。『浮世の有様』によれば、新右衛門が切腹しかねていたところを、親類一同が無理にその腹に刀を突き立てたと書かれている。
新右衛門の切腹により追及はそこで止められた。清八・八百新の2人は市中引き回しの上、千日前で獄門になった。直後の3月21日吉五郎は入牢となり、4月23日に処刑された。葉村屋喜八は吟味中に牢死した。彼らに罪を負わせることで、事件は幕引きとなった。
四ヶ所の長吏が処罰されたことから、この事件は「四ヶ所長吏御仕置一件」とも言われる。

## 事件後
この事件に関する記録はほぼ失われており、詳細な事実は伝わっていない。
これは、弓削家を潰さぬよう一切を秘密にしたためと考えられており、天保8年刊行の『大坂袖鑑』には西組（西町奉行所）与力に「弓削卯八郎」の名が残っている。
また、西町奉行所にはほかにも不正に手を染めていた者たちはいたが、その巨魁ともいえる新右衛門を罰することにより、他を戒める穏便な方法を採ったとも考えられている。
弓削新右衛門一党から没収した3000両は、大塩により窮民救済に使われた。

## 関連作品

### テレビ番組
- 偉人・敗北からの教訓 第36回 大塩平八郎

### 漫画
- 週刊マンガ日本史 大塩平八郎 (「監修:河合敦、山口正」「原作・シナリオ:長谷基弘」「作画:岩田やすてる」)
- ねこねこ日本史(「著:そにしけんじ」)(「救え! ねこねこ日本史 大塩平八郎」に登場)